# 大橋勇樹
大橋 勇樹（おおはし ゆうき、1961年5月25日 - ）は、日本中央競馬会（JRA） 栗東トレーニングセンターに所属する調教師。

## 人物
1961年5月25日、三重県出身。実家が草競馬用の馬の飼育に携わっていたこともあり、小学校3年生の時には乗馬を始めた。馬に親しんでいた家庭環境から競馬関係の仕事を志す。
1984年7月に競馬学校厩務員課程に入り学んだ後、1984年10月から荻野光男厩舎（栗東トレーニングセンター）に調教助手として入職。以後は松田博資厩舎、目野哲也厩舎で調教助手を務めた。松田博資厩舎時代の1988年には調教を担当していたコスモドリームが第49回優駿牝馬（オークス）を制覇した。
2002年に調教師免許を取得し、2004年3月に正式に開業。初出走は2004年3月6日の第1回阪神競馬3日目第12競走（4歳上500万下条件、ダート1200m）のジョープシケ（牝4歳）で、9着であった。初勝利は同年8月8日の第2回小倉競馬8日目第2競走（3歳未勝利、ダート1200m）のリュウヨウ（牝3歳）であった。重賞初勝利は2011年11月13日の第5回東京競馬第4日目第11競走 第16回武蔵野ステークス（3歳以上オープン、ダート1600m）のナムラタイタン（牡5歳）である。
2012年には管理馬のニホンピロアワーズが活躍し、12月2日の第13回ジャパンカップダート（阪神競馬場 ダート1800m）を制覇して大橋に初のGI競走優勝をもたらした。
2023年7月28日、服部利之調教師が死去した事に伴い、大橋は翌29日付で20馬房の臨時貸付を受け、旧服部厩舎の管理馬（ジェミニキングなど）26頭が大橋厩舎に一時転厩した（同年9月20日をもって臨時貸付期間が終了し、最終的に2頭をそのまま引き継いだ。ジェミニキングは期間内に庄野靖志厩舎へ転厩した）。

## 調教師成績
|            | 日付           | 競馬場・開催  | 競走名                  | 馬名               | 頭数 | 人気 | 着順 |
| ---------- | -------------- | ------------- | ----------------------- | ------------------ | ---- | ---- | ---- |
| 初出走     | 2004年3月6日   | 1回阪神3日12R | 4歳上500万下            | ジョープシケ       | 16頭 | 5    | 9着  |
| 初勝利     | 2004年8月8日   | 2回小倉8日2R  | 3歳未勝利               | リュウヨウ         | 15頭 | 1    | 1着  |
| 重賞初出走 | 2004年10月16日 | 4回京都3日11R | デイリー杯2歳ステークス | ニホンピロブレイブ | 13頭 | 8    | 12着 |
| 重賞初勝利 | 2011年11月13日 | 5回東京4日11R | 武蔵野ステークス        | ナムラタイタン     | 16頭 | 4    | 1着  |
| GI初出走   | 2010年5月2日   | 3回京都4日11R | 天皇賞・春              | カネトシソレイユ   | 18頭 | 15   | 16着 |
| GI初勝利   | 2011年12月2日  | 5回阪神2日11R | ジャパンカップダート    | ニホンピロアワーズ | 16頭 | 6    | 1着  |

## 代表管理馬
太字はGI・JpnI競走を示す
- ニホンピロアワーズ（2011年名古屋グランプリ、2012年名古屋大賞典、白山大賞典、ジャパンカップダート、2013年平安ステークス、2014年東海ステークス、ダイオライト記念）
- ナムラタイタン（2011年武蔵野ステークス）
- ナムラリコリス（2021年函館2歳ステークス）
- クリノドラゴン（2022年浦和記念）[9]
- イチザウイナー（2023年霧島賞）